# 嵐山 (神奈川県)
嵐山（あらしやま）は、神奈川県相模原市緑区にある山である。標高は406m。他地域の嵐山と区別するため相模嵐山とも呼ばれる。
相模湖の湖畔、相模ダムの500m程南東に位置する。南の道志山塊、北の小仏山脈の中間にあることから、間の山（あいのやま）が本来の山名であったが、山容と落葉広葉樹林などの景観が京都の嵐山に似ていることから、いつのころから嵐山と呼ばれるようになった。
登山道があり、山頂は樹林が多いが、相模原市や相模湖、富士山や高尾山などを望むことができ、かながわの景勝50選の選ばれている。最寄り駅はJR中央本線の相模湖駅。
山頂には産霊宮水上神社や相模湖中継局、与瀬無線局等のアンテナなどがある。

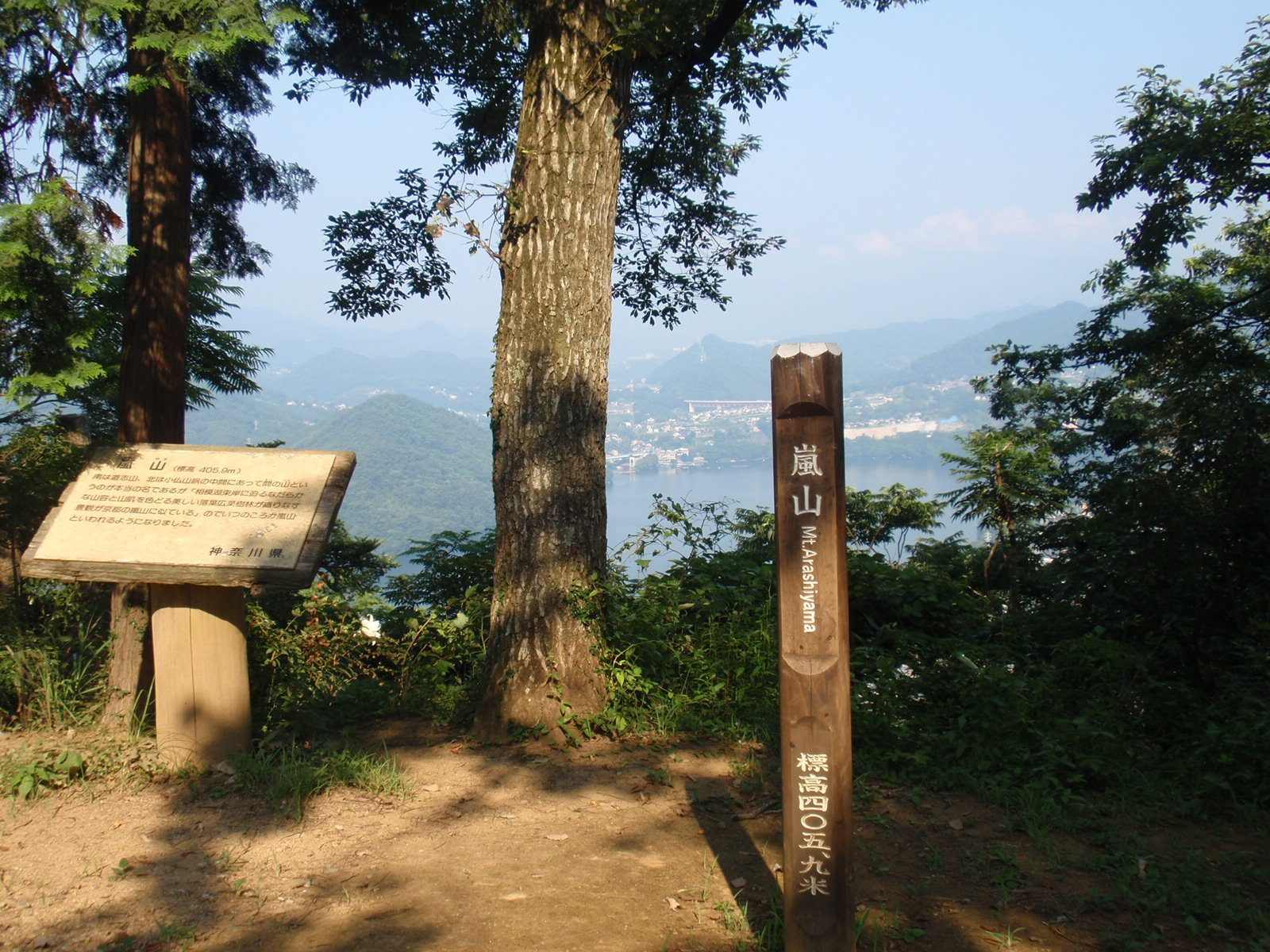
山頂
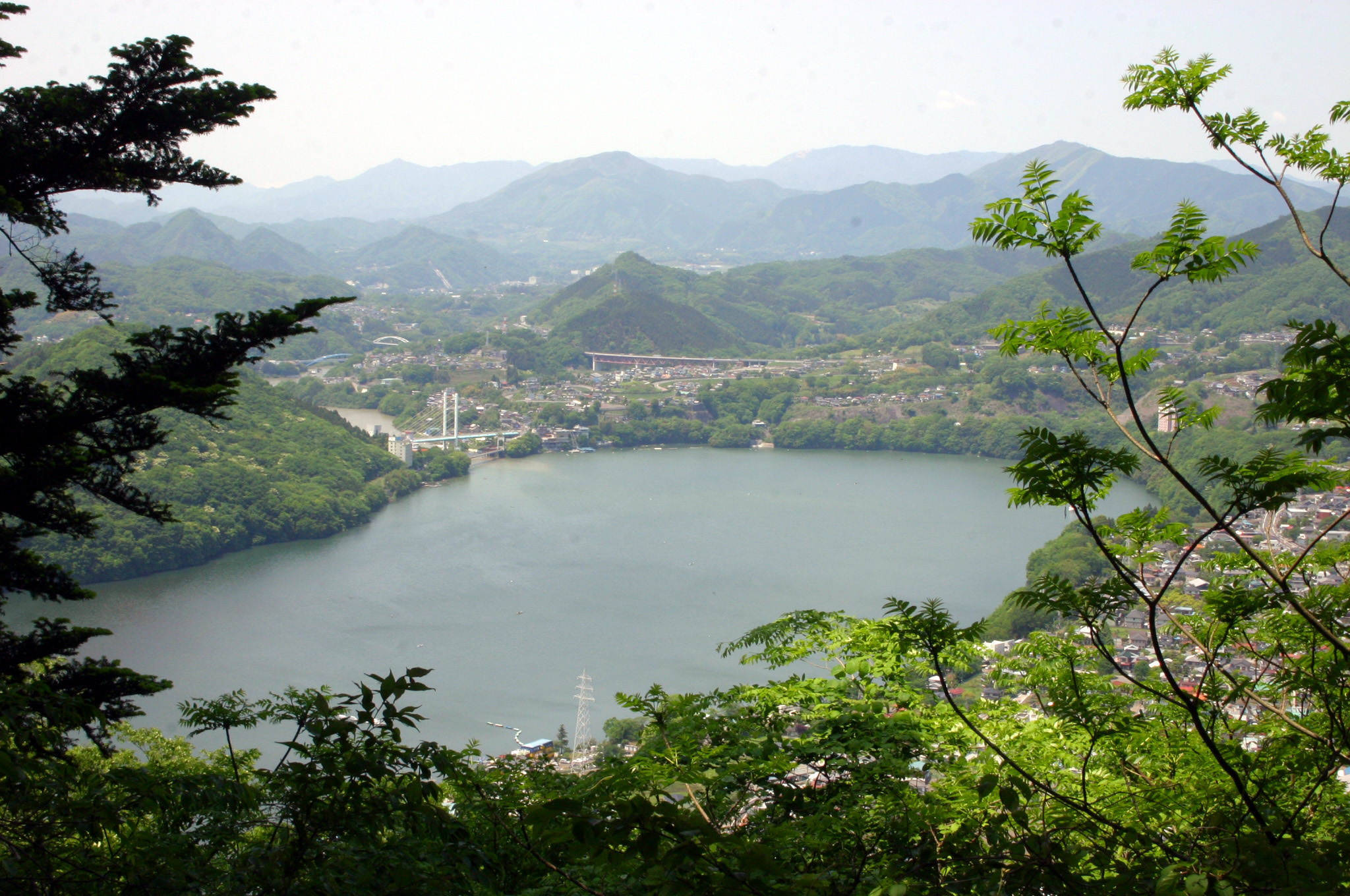
山頂から相模湖を望む
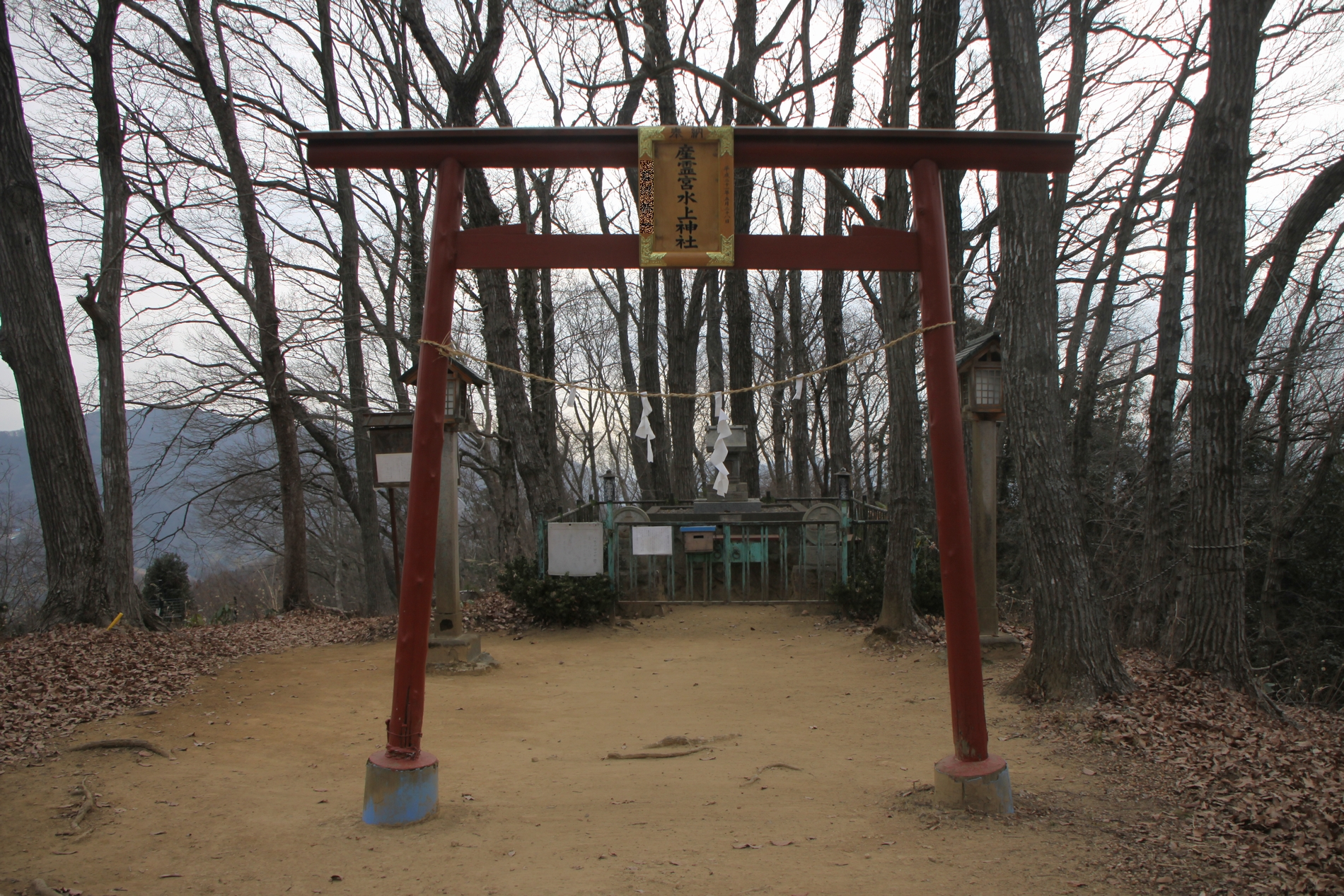
産霊宮水上神社
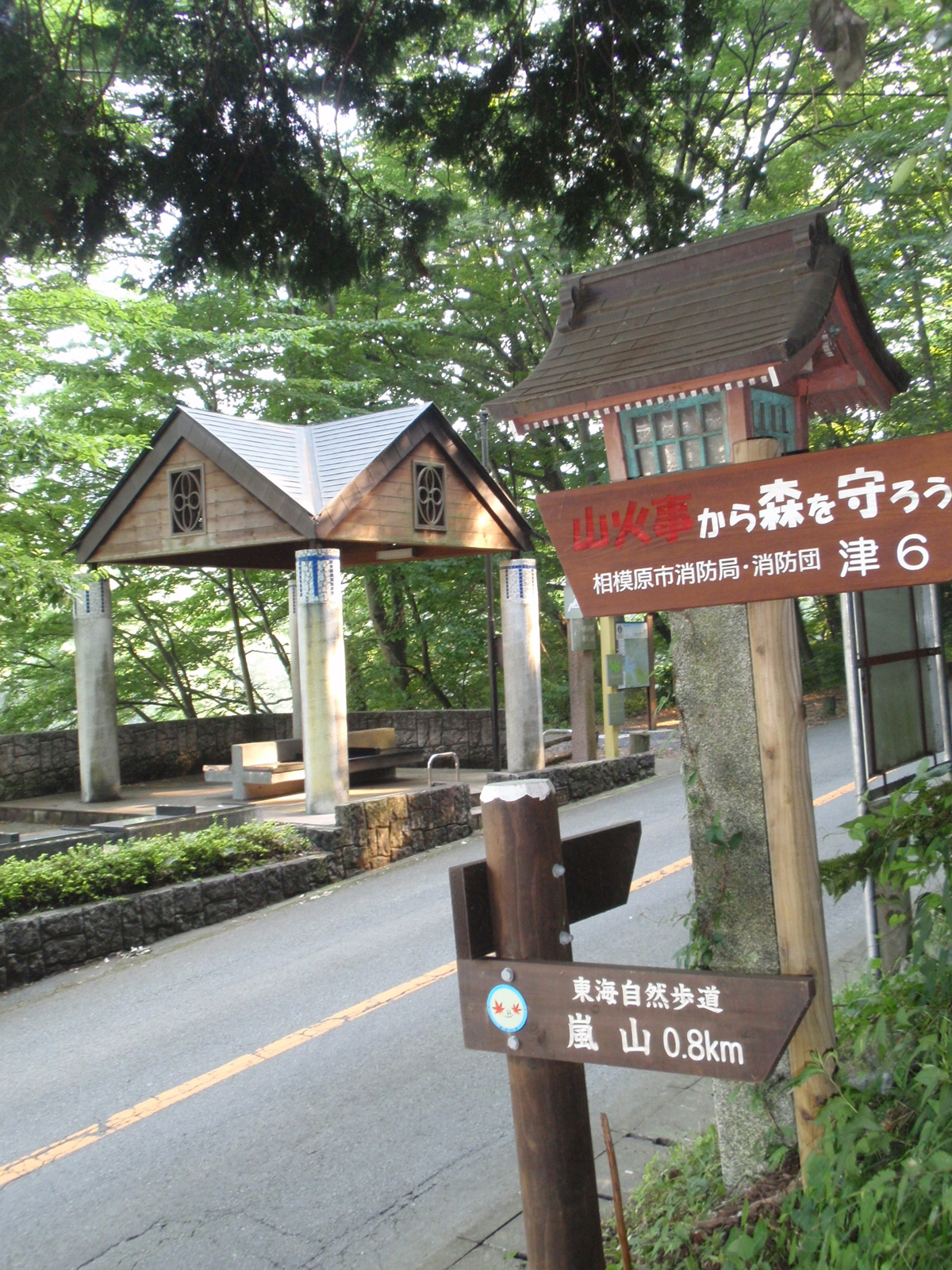
登山口